# Neolasioptera cupheae
Neolasioptera cupheae är en tvåvingeart som beskrevs av Gagne 1998. Neolasioptera cupheae ingår i släktet Neolasioptera och familjen gallmyggor. Inga underarter finns listade i Catalogue of Life.